# Romeo Mitrović
Romeo Mitrović (Tuzla, 12. srpnja 1979.) bivši je bosanskohercegovački nogometaš. 
Nasupao je za FK Slobodu, NK Osijek, NK Dinamo Zagreb i Zrinjski Mostar. Od 29. lipnja 2008. godine branio je mrežu mađarskog Kecskemétija potom norveškog Nybergsunda, zagrebačke Lokomotive. Trenutačno igra za Dinamo.
Ovaj golman svoju karijeru je započeo u rodnoj Tuzli, u tamošnjoj FK Slobodi. Nakon Slobode otišao je u Hrvatsku gdje je nastupao za NK Osijek, a bio je i u zagrebačkom Dinamu. 2004. godine dolazi u redove plemića gdje u sezoni 2004./2005. sa Zrinjskim osvaja naslov prvaka BiH. Te sezone postaje prvi vratar Zrinjskog i ljubimac mostarske publike. Nekoliko puta se spekuliralo o njegovom odlasku iz Zrinjskog, no to se nije dogodilo. Nastupao je i za mladu reprezentaciju BiH, a za nogometnu reprezentaciju BiH nastupao je 7 puta. Romeo Mitrović je, 4. lipnja 2008. godine, sa Zrinjskim osvojio Nogometni kup Bosne i Hercegovine.
Dvadesetak dana pred prvu utakmicu predkola Kupa UEFA 2008. godine, Zrinjski je ostao bez pouzdanog čuvara mreže Romea Mitrovića koji je 29. lipnja 2008. godine, potpisao za mađarski Kecskeméti, koji je novi član mađarske prve divizije. U sezoni 2009./2010. odlazi u norveški Nybergsund IL-Trysil, a 2010. godine dolazi u zagrebačku Lokomotivu, za koju nastupa do 2012., kada prelazi u Dinamo.